# Campana JM
Una campana per a metralladores bessones (campana JM model 1930) (en francès, cloche pour jumelage de mitrailleuses) és un equip instal·lat a les fortificacions franceses de la dècada del 1930 (coneguda com a línia Maginot). Aquest model de blindatge estava pensat o bé per a accions frontals o per al flanquejament.
JM és l'acrònim de Jumelage de Mitrailleuses (metralladores bessones, en francès). Tot i que les metralladores pesants MAC 31 tenien el mateix calibre (7,5 mm) que les metralladores lleugeres emprades en la campana GFM, el seu abast efectiu era de 1.200 m i el seu abast màxim era de 4.900 m, amb una cadència de 500 trets/minut.

## Descripció
Va ser dissenyada per substituir, amb un cost inferior, la torreta de metralladores en blocs on realment no era necessari tenir una acció integral. Està inspirada en l'antiga campana de Pamart de la Primera Guerra Mundial, i s'assembla una mica a la campana GFM (campana d'observació i per a fusell metrallador). Tanmateix, difereix radicalment d'ella perquè només hi ha una tronera de tir entre dues petites finestres d'observació que es poden tancar mitjançant una persiana corredissa.
Aquest disseny permet cobrir la campana de formigó, i només té tres obertures (la tronera de tir i dues finestres d'observació). La campana és, per tant, difícil de detectar per l'enemic i, per tant, menys vulnerable als bombardejos a la seva part posterior. La reducció del nombre d'obertures també reforça la solidesa del muntatge.
La campana JM es va utilitzar àmpliament en la casamata d'infanteria anomenada «casamata cuirassada» o «casamata amb campanes», adoptada en substitució de les casamates ordinàries en tots els casos en què era impossible ocultar les troneres de la casamata a la vista de l'enemic i als bombardeigs directes.
Tanmateix, normalment la campana JM tenia que rebre el suport d'una altra campana JM situada a menys de 7 metres de distància.

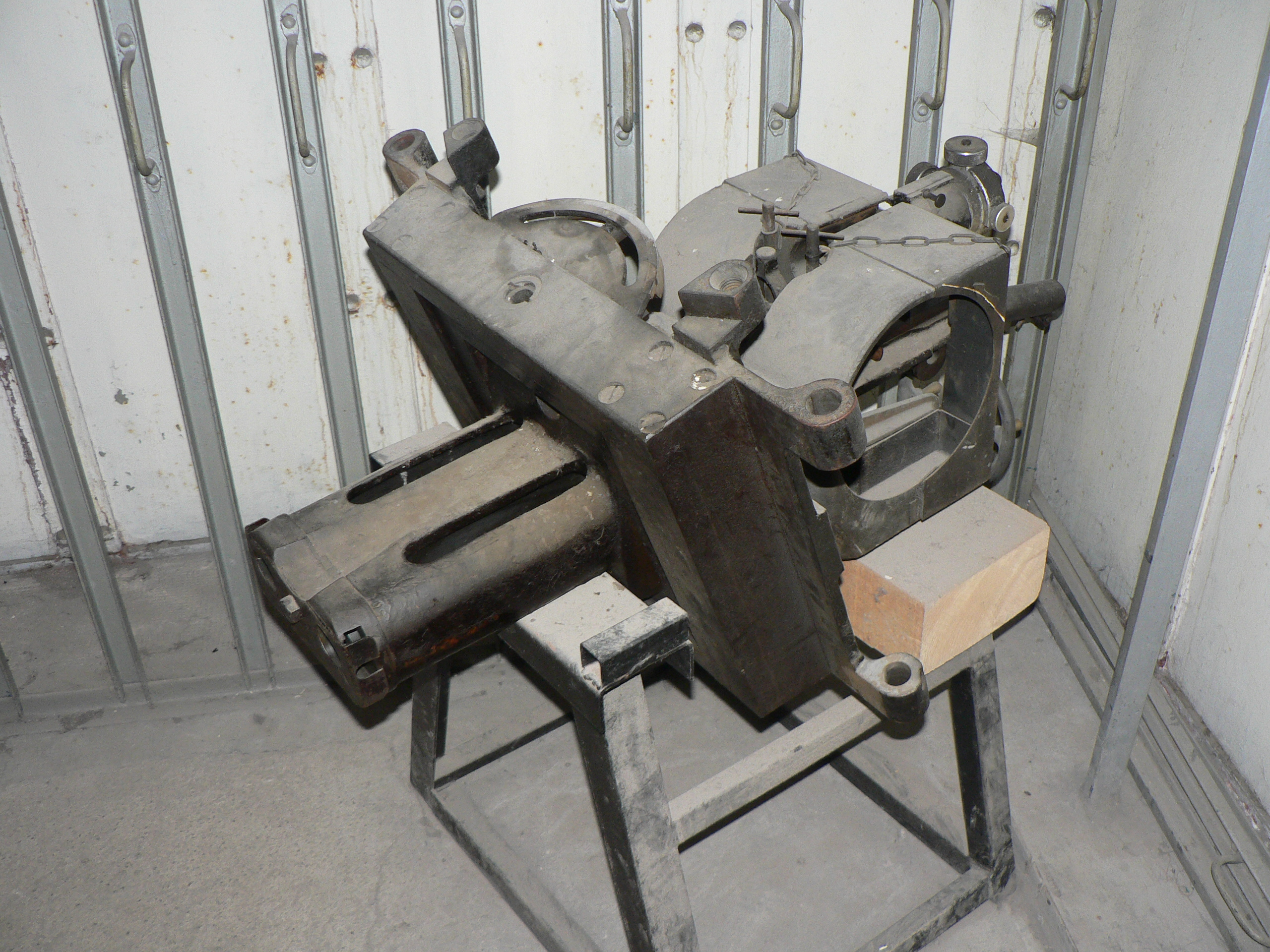
Metralladora MAC model 1931 utilitzada per a l'agermanament de metralladores
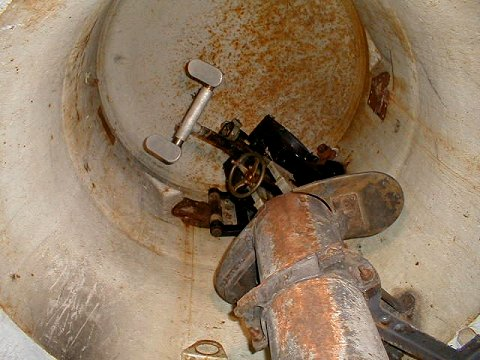
Interior d'una campana JM, equipat amb un agermanament de metralladores
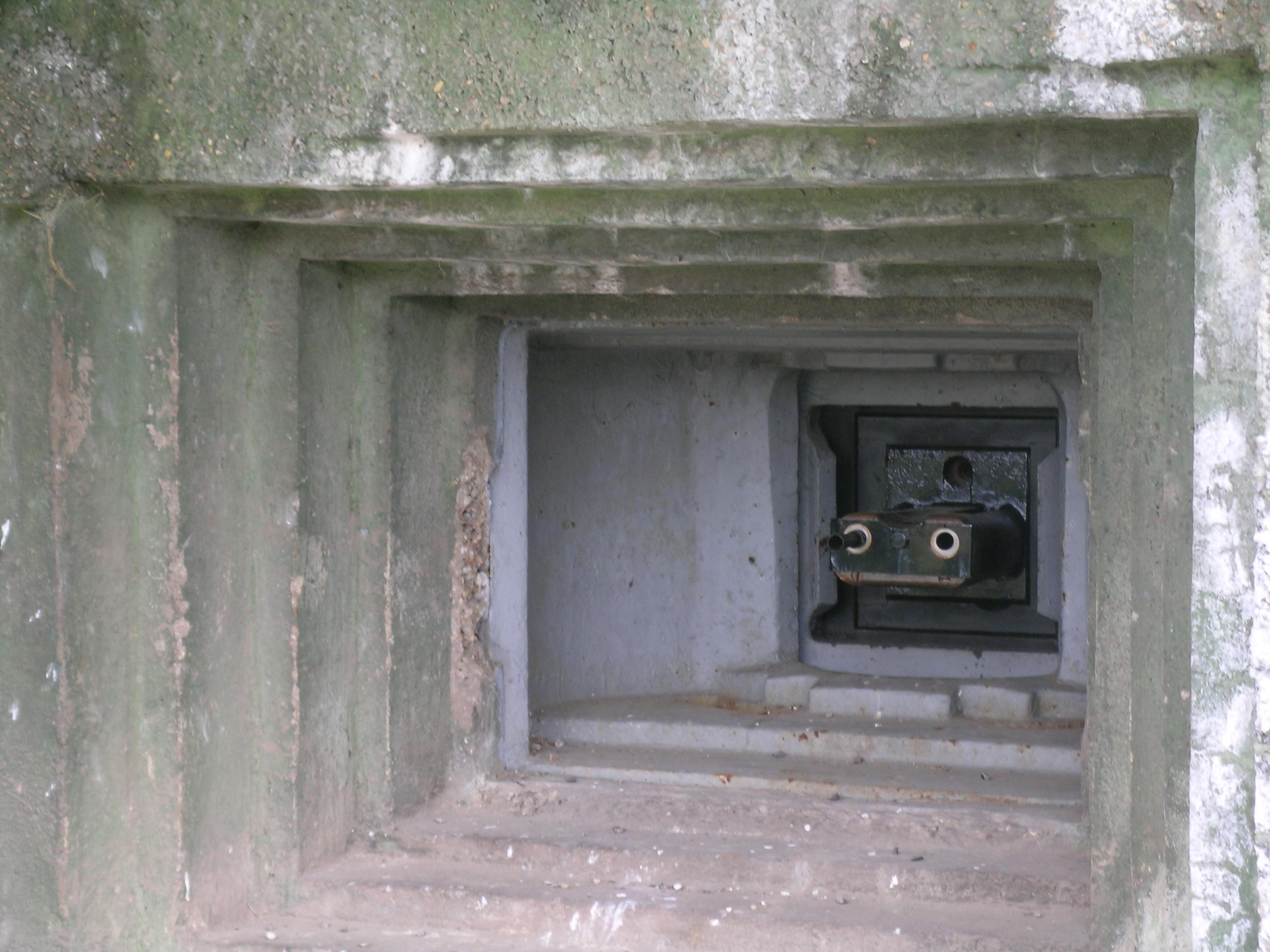
Exterior de la campana. Agermanament de metralladores muntada en una tronera segellada amb una tremuja

## Característiques
Es van fabricar tres models de campana JM:
- model petit:
  - pes: 11-12 tones
  - alçària: 170 cm
  - gruix: 15 cm a la part superior, 20 cm als costats i 10 cm a la part inferior.
- model gran:
  - pes: 17,8 - 28,5 tones
  - alçària: 270 cm
  - gruix: 25 cm a la part superior, 30 cm als costats i 20 cm a la part inferior.
- model gran en dues parts (per a dues persones):
  - pes: 17 tones
  - alçària: 195 cm

Es van instal·lar 179 campanes JM a la línia Maginot. Deu campanes JM van ser modificades per acceptar un canó antitanc de 25 mm amb canya curta en lloc de metralladores bessones. Les modificacions es van fer el 1940 en diverses fortificacions del nord-est.

## Vegeu també

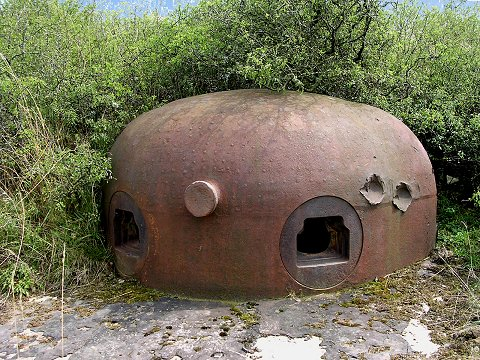
Campana AM
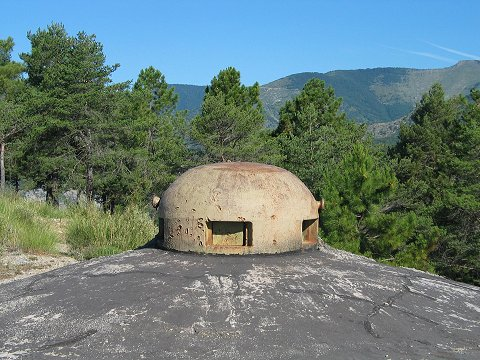
Campana GFM
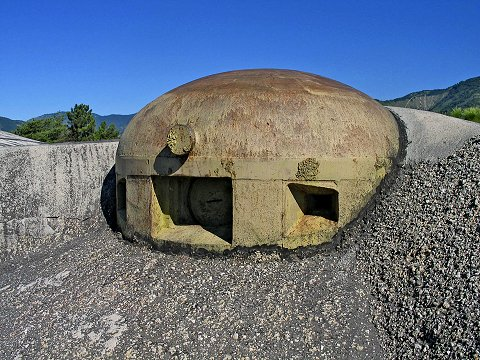
Campana JM
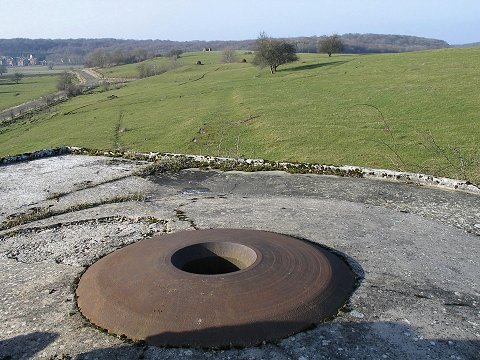
Campana LG
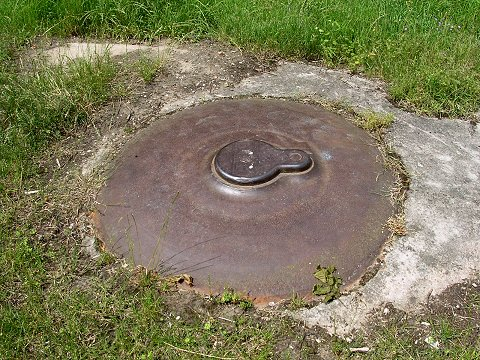
Campana VP
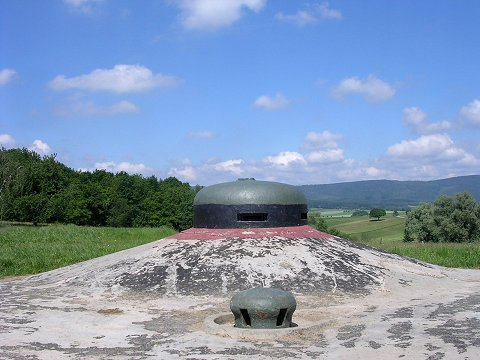
Campana VDP